# Paralvinella pandorae
Paralvinella pandorae är en ringmaskart som beskrevs av Desbruyères och Laubier 1986. Paralvinella pandorae ingår i släktet Paralvinella och familjen Alvinellidae. Utöver nominatformen finns också underarten P. p. irlandei.